# Deutsche Fußball-Amateurmeisterschaft 1962
Deutscher Fußball-Amateurmeister 1962 wurde der SC Tegel. Im Finale in Wuppertal siegte Tegel am 30. Juni 1962 mit 1:0 gegen die TuRa Bonn.

## Teilnehmende Mannschaften
Es nahmen die Amateurmeister der fünf Regionalverbände teil:
| Mannschaften | Mannschaften           | Verband |
|              | SC Tegel               | Berlin  |
|              | Werder Bremen Amateure | Nord    |
|              | SpVgg Büchenbach       | Süd     |
|              | Phönix Bellheim        | Südwest |
|              | TuRa Bonn              | West    |

## Ausscheidungsspiel
|          | Ergebnis |                  |
| -------- | -------- | ---------------- |
| SC Tegel | 4:2      | SpVgg Büchenbach |

## Halbfinale
|                        | Ergebnis |                 |
| ---------------------- | -------- | --------------- |
| SC Tegel               | 1:0      | Phönix Bellheim |
| Werder Bremen Amateure | 1:2      | TuRa Bonn       |

## Finale
| SC Tegel                                             | SC Tegel | TuRa Bonn | TuRa Bonn |
| ---------------------------------------------------- | --- | --- | --------- |
| SC Tegel                                             | \| Samstag, 30. Juni 1962 in Wuppertal (Stadion am Zoo) \| \| Ergebnis: 1:0 (0:0) \| \| Zuschauer: 12.000 \| \| Schiedsrichter: Edgar Ommerborn (Saarbrücken) \|                            | \| Samstag, 30. Juni 1962 in Wuppertal (Stadion am Zoo) \| \| Ergebnis: 1:0 (0:0) \| \| Zuschauer: 12.000 \| \| Schiedsrichter: Edgar Ommerborn (Saarbrücken) \| | TuRa Bonn |
| SC Tegel                                             | Hans-Jürgen Faist – Horst Jahn, Wolfgang Hahn, Rainer Lehmann, Jürgen Schröder, Volker Behnke, Klaus Bold, Norbert Mrosek, Karl Boelk, Ingo Stütze, Horst Gräbe Cheftrainer: Hermann Becker | Schattulat – Theo Becker, Kurt Pysny, Willi Gräf, Bach, Steinbach, Schmitz, Kamps, Ließem, Neukirch, Klaus Thibault Cheftrainer: Fritz Machate                   | TuRa Bonn |
| SC Tegel                                             | 1:0 Boelk (66.) | | TuRa Bonn |
| Samstag, 30. Juni 1962 in Wuppertal (Stadion am Zoo) | | |           |
| Ergebnis: 1:0 (0:0)                                  | | |           |
| Zuschauer: 12.000                                    | | |           |
| Schiedsrichter: Edgar Ommerborn (Saarbrücken)        | | |           |